# Allolestes maclachlanii
Allolestes maclachlanii is een libellensoort uit de familie van de Argiolestidae, onderorde juffers (Zygoptera).
De soort staat op de Rode Lijst van de IUCN als bedreigd, beoordelingsjaar 2008.
De wetenschappelijke naam van de soort is voor het eerst geldig gepubliceerd in 1869 door Selys.